# Damayantī

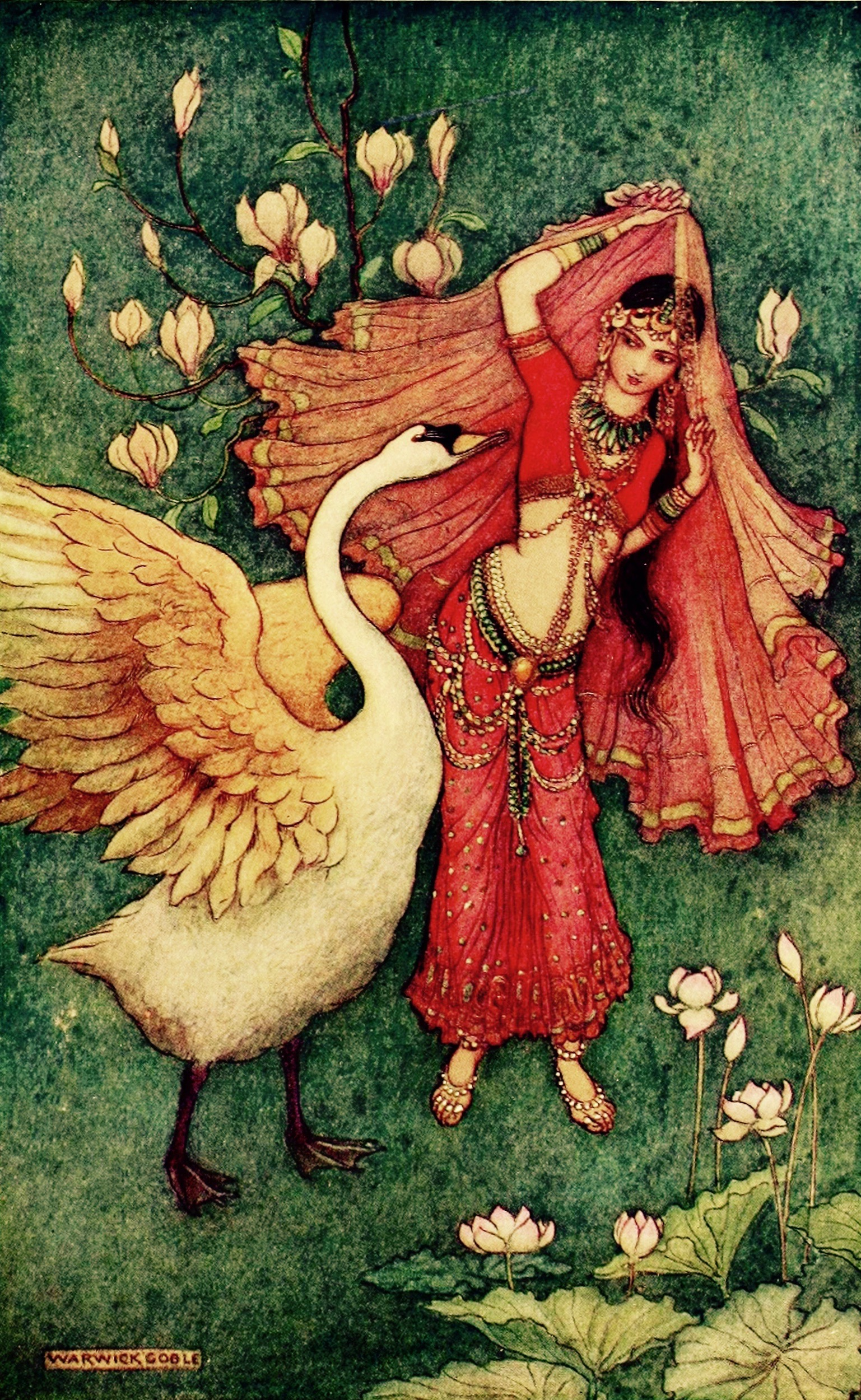
Damayantī e il Cigno messaggero, illustrazione di Warwick Goble.

Damayantī (in sanscrito दमयन्ती) è un personaggio che compare in una storia d'amore contenuta nel Vana Parva (letteralmente: "Libro della Foresta"), terzo libro dei quindici del poema indiano, il Mahābhārata. È la figlia di Bhima (non Bhīma il Pāṇḍava), del regno di Vidarbha, che sposa il re Nala di Nishadha. Il suo carattere si trova descritto anche in altri testi indù di molti autori in numerose lingue del sub-continente indiano. Lei, insieme a Nala, sono i personaggi centrali del testo del XII secolo Naiṣadhīya-carita, uno dei cinque Mahākāvya ("grandi poemi epici") nel canone della letteratura sanscrita, redatta da Śrīharṣa.

## Nella cultura
- Una delle prime traduzioni occidentali della storia avvenne nel 1926, per opera di Norman Mosley Penzer (in inglese).[5]
- Nala e Damjanti, opera di Max Bruch, basato sulla traduzione di Friedrich Rückert,[6] con estratti da una poesia di Heinrich Bulthaupt.[7]
- Nala e Damayanti, opera di Anton Arensky, su libretto di Modest Il'č Čajkovskij, tratto dal poema tradotto da Vasilij Žukovskij.